# Josep Padró i Parcerisa
Josep Padró Parcerisa és un egiptòleg, arqueòleg i historiador català. Introductor de l'egiptologia a la universitat catalana, és doctor en filosofia i lletres (especialitat d'història) per la Universitat Autònoma de Barcelona (UAB) des de 1975, obtenint premi extraordinari.
És catedràtic d'Història Antiga a la Universitat de Barcelona (UB), d'on fou professor, a la Universitat de Lisboa i a la UNED.
El 1975 va fer el seu primer viatge a Egipte, amb Martín Almagro, per embarcar peces del Museu Egipci del Caire per a l'exposició Art faraònic que es va presentar a Madrid, Saragossa, Barcelona (Drassanes) i València.  Ha dirigit nombroses excavacions arqueològiques a Europa i Àfrica. El 1992 va començar a excavar, amb els egipcis i la UB, a Oxirrinc, juntament amb la Societat Catalana d'Egiptologia, de la qual ha estat president, També ha excavat a Heracleòpolis Magna, Egipte. És membre de diversos instituts i societats d'Egipte Antic i del Pròxim Orient Antic.
És autor d'unes tres-centes publicacions i llibres, entre elles:
- Egyptian-type documents from the Mediterranean littoral of the Iberian Peninsula before the Roman conquest. Leiden (Holanda), 1980-85.
- Escarabeos del Museo Arqueológico de Ibiza, en col·laboració amb Jorge H. Fernández, Madrid, 1982.
- Amuletos de tipo egipcio del Museo Arqueológico de Ibiza, en col·laboració amb Jorge H. Fernández, Eivissa, 1986.
- El poblado ibérico del Tossal del Moro de Pinveres (Batea, Terra Alta, Tarragona), amb Oswaldo Arteaga i E. Sanmartí, Barcelona, 1990.
- La transcripció catalana dels noms propis egipcis (Revista Nilus 01), en col·laboració amb Concepció Piedrafita, Barcelona, 1992.
- Apunts de llengua Egípcia clàssica, Barcelona, 1998, 2000, 2a edició.
- Historia del Egipto faraónico, 1999. Alianza Editorial, S.A. ISBN 84-206-8190-3.
- Études historico-archéologiques sur Héracléopolis Magna. La nécropole de la muraille méridionale, Barcelona, 1999.
- Excavacions arqueològiques a Júlia Líbica (Llívia, La Cerdanya), Girona, 2000.
- El Egipto del Imperio Antiguo, Madrid, 2005, ISBN 84-95921-97-9